# دكتاتورية بريمو دي ريفيرا

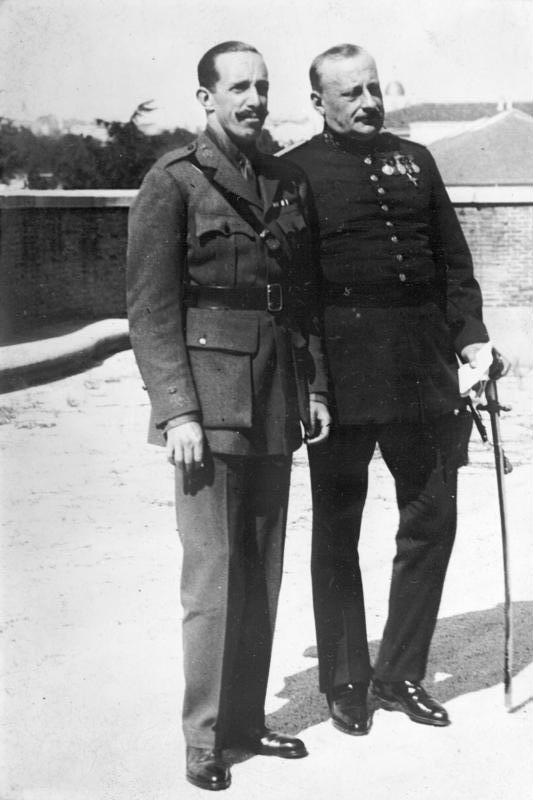
الملك ألفونسو الثالث عشر مع الجنرال ميغيل بريمو دي ريفيرا بعد تعيينه رئيسًا للحكومة ورئيسًا للمجلس العسكري.

ديكتاتورية بريمو دي ريفيرا (بالإسبانية: Dictadura de Primo de Rivera)‏ هو النظام السياسي الذي كان موجودًا في إسبانيا بعد الانقلاب العسكري لقائد كاتالونيا الجنرال ميغيل بريمو دي ريفيرا يوم 13 سبتمبر 1923 واستمر حتى استقالته في 28 يناير 1930 حيث حل محله الدكتاتور داماسو بيرينجوار.

## البداية
منذ الحرب الإسبانية الأمريكية التي عرفت في إسبانيا بكارثة 98، ازداد تدخل الجيش بالحياة السياسية في إسبانيا. وقد استدل على أهم موقفين يثبت تدخل بريتوريانية الجيش وهما أزمة مجلة كوكات سنة 1905 -وهو اعتداء ضباط حامية برشلونة على صحيفة قومية كتالونية بسبب منشور ساخر، وكذلك تعرضت مطبوعة كاتالونية أخرى وهي صحيفة La Veu de Catalunya للاعتداء ردا على رسوم تسخر من الجيش- وأدى ذلك إلى إصدار قانون الاختصاص القضائي [الإسبانية] سنة 1906. أما الموقف الثاني فكانت أزمة 1917 التي اعلنت فيها المجالس العسكرية عن نفسها من جانب واحد، وأعضائها فقط من أفراد الجيش.
خلال تلك الفترة جرت محاولة سيلفيلا الفاشلة لإعادة الإحياء، تلاها مشروع «الثورة من القمة» لرئيس الوزراء المحافظ دمورا وحكومته الطويلة، ولكنه اضطر إلى الاستقالة بعد أحداث الأسبوع المأساوي المأساوية في برشلونة سنة 1909. ثم حاول كناليخاس بعدها ببرنامج اصلاح ليبرالي ولكن فشل أيضا في حل المشاكل الهيكلية.
في هذا المناخ المشحون، كانت أحزاب عودة البوربون التقليدية تضعف في حين بدأت الأحزاب الجمهورية ومنظمات العمال بالنمو (الاتحاد الوطني للعمل CNT - وحزب العمال الاشتراكي الإسباني PSOE - واتحاد العمال العام UGT). وجلبت الحرب العالمية الأولى نوع من الطفرة الاقتصادية لحياد إسبانيا بفضل ازدياد الصادرات إلى البلدان المقاتلة، ولكنها أدت أيضًا إلى نقصًا داخليًا وارتفاعًا في الأسعار بالإضافة إلى عدم جلب الاستثمارات اللازمة، وبالتالي لم تتحسن الظروف الاقتصادية لكثير من السكان. ومن ناحية أخرى ظهر تأثير عميق للثورة الروسية، وأصبحت مقياسا للحركة العمالية الثورية وتنذر البورجوازية بالخطر، حيث أن نهاية الحرب تعني نهاية القوة الاقتصادية، وأيضا أثر ازدياد الشعور القومي في معاهدة فرساي على زيادة الحس القومي في شبه الجزيرة. بالإضافة إلى ذلك فإن الديكتاتورية العسكرية لهورتري في هنغاريا وانتصار موسوليني والقمصان السوداء في إيطاليا دفعت بريمو دي ريفيرا للمضي في انقلابه.
بدأت الأزمات تزداد وضوحا في عقدي 1910 و1920. فالحرب في المغرب لم تكن لها شعبية كبيرة. ونظام الترقيات قسم الجيش بين الذين لديهم مزايا الحرب ويسمون «الأفريقيين» وبين الذين لم يحاربوا في الخارج. وقد أشعل ذلك أزمة داخلية شكلت فيها المجالس العسكرية. ومع ذلك فقد كان الجيش حاسماً في إفشال الإضراب العام لسنة 1917. ومع مرور الوقت أصبح تعليق الدستور وإعلان حالة الطوارئ أمرًا عاديًا لتكون وسيلة لمكافحة الأسلحة النارية.
وفي سنة 1921 تمكن الزعيم عبد الكريم الخطابي من إلحاق الهزيمة بالجيش الاسباني في معركة أنوال، فتسبب بنكسة شديدة على أراضي إسبانيا في المغرب. مما حفز لجنة تحقيق برلمانية بكتابة تقرير (ملف بيكاسو) عن وضع الجيش في المغرب ومسؤوليته في الهزيمة التي أصبحت ناقدة قاسية للنظام السياسي والتي طالت الملك.

## انقلاب بريمو دي ريفيرا
في 13 سبتمبر 1923 ثار القائد العام لكاتالونيا ميغيل بريمو دي ريفيرا ضد الحكومة معلنا الانقلاب العسكري. فجلسات الكورتيس المزمع انعقادها في تواريخ لاحقة بهدف تحليل مشكلة المغرب ودور الجيش في القتال كانت الزناد الأخير للانقلاب. وقد ساعدت أزمة النظام الملكي ببروز الوضع السيء للحكومة، فلم تتمكن فيها الأحزاب الحاكمة من بسط نظام ديمقراطي كامل. فطلبت الحكومة الشرعية من الملك يوم 14 سبتمبر الإقالة الفورية للجنرالات المتمردين، ودعوة البرلمان للانعقاد، لكن الملك لم يؤيد هذا الإجراء مما اجبر الحكومة على الاستقالة. وبعدها قام الملك ألفونسو الثالث عشر بتعيين بريمو دي ريفيرا رئيسا للحكومة، حيث كان ينوي أن يحكم بدون تدخل الأحزاب (ادعى انه ذاهب لإنقاذ البلاد من أيدي الذين اتخذوا السياسة حرفة). فأنشئ إدارة عسكرية من ثمانية جنرالات من الجيش وأدميرال بحرية. فعلقت الدستور وحلت مجالس المدن وحظرت الأحزاب السياسية وأنشئت السوماتين لتكون ميليشيات حضرية واعلنت الأحكام العرفية.

## الديكتاتورية مع الملك
إن مصطلح «الديكتاتورية مع الملك» قد صاغه المؤرخ سانتوس خوليا (واستخدم أيضًا مصطلح «الديكتاتورية العسكرية للنظام الملكي»). فهو خضع لحقيقة أن مصير الانقلاب العسكري قرره الملك ألفونسو الثالث عشر، وهو عدم دعم الحكومة والتنازل عن السلطة لشخص بريمو دي ريفيرا، وكان قبلها بسنة رفض ملك إيطاليا
فيكتور مانويل الثالث التوقيع على المرسوم اعلان حالة الطوارئ لمنع مسيرة روما والتي انتصر بها الفاشيون وعين في اليوم التالي موسوليني رئيسا للحكومة. ليس من قبيل المصادفة أنه بعد تأسيس الدكتاتورية بوقت قصير أخبر ألفونسو الثالث عشر فيكتور مانويل الثالث خلال زيارة رسمية إلى إيطاليا: لدي بالفعل «موسوليني». ومن جانبه اعجب بريمو دي ريفيرا بموسوليني واعتبره رسولا للحملة الموجهة ضد الفساد والفوضى. وفقا للمؤرخ جينوفيفا غارسيا كيوبو دي لانو:«أدت الصعوبات المتزايدة في النظام الدكتاتوري وتوطيده إلى جعله يقترب أكثر من الفاشية ولكن بتردد خجول».
بعد أن قبل الملك بانقلاب بريمو دي ريفيرا خرج من عباءة الملك الدستوري، وأصبح كأنه رئيس دولة بصيغة سياسية جديدة وهي «الديكتاتورية مع الملك»، والتي انتشرت لاحقا مع الملكيات الأوروبية الأخرى. فالملك لم يعد ملكًا دستوريًا، وتأكد ذلك منه عندما التقى به رؤساء الكورتيس ومجلس الشيوخ وهما ميلكياديس ألفاريز والكونت رومانونس على التوالي بعد ثلاثة أشهر من الانقلاب مطالبين إياه بعقد البرلمان ذكّروا الملك بأن دستور 1876 يلزمه بالدعوة إلى الانتخابات بصفته ملكا دستوريا (وهو مالم يفعله الملك). وكان الرد هو الرفض وإقالتهما الفورية بفعل مرسوم وقعه بريمو دي ريفيرا وصادق عليه الملك. وعبر بريمو دي ريفيرا عن ذلك بقوله:
من حيث المبدأ قال دي ريفيرا أن الديكتاتورية ستكون نظامًا مؤقتًا -وقال أن هدفه هو البقاء لمدة تسعين يومًا فقط كافية لإعادة تنشيط البلاد- ولكنه استمر ست سنوات وأربعة أشهر.

### مراحل الديكتاتورية
أعلنت في 14 سبتمبر 1923 حالة الأحكام العرفية واستمرت إلى 16 مارس 1925. وأعلن في 15 سبتمبر عن مرسوم ملكي بإنشاء إدارة عسكرية تتولى جميع وظائف السلطة التنفيذية. وأصبح بريمو دي ريفيرا رئيس الحكومة والوزير الوحيد. أما بقية الإدارة فكانت تتألف من ثمانية جنرالات، أي جنرال لكل قبطانية عامة بالإضافة إلى عقيد بحري.
بدأ الدكتاتور بقرارات حددت طريقة الحكم الذي سيحكم بها البلاد. فضمت القرارات بحل الكورتيس في 18 سبتمبر. وبموجب مرسوم حظر استخدام أي لغة أخرى غير القشتالية أو استخدام الأعلام الباسكية أو الكاتالونية. وتدخل في كومنولث كاتالونيا بتعيين المحافظ ألفونس سالا وحل مجالس المقاطعات. بالإضافة إلى أن الحريات السياسية أضحت مقيدة، وألغي نظام التمثيل النيابي، وعلقت الضمانات الدستورية وبدأت الرقابة على المنشورات الصحفية.
بتاريخ 3 ديسمبر 1925 أُعيد منصب رئيس مجلس الوزراء وألغي المجلس العسكري واستعيض عنه ما عُرف بالإدارة المدنية يساعده رجال لم يأتوا من نظام الأحزاب القديمة، ومع ذلك فقد بقي الدستور معلقًا.

### السياق الدولي

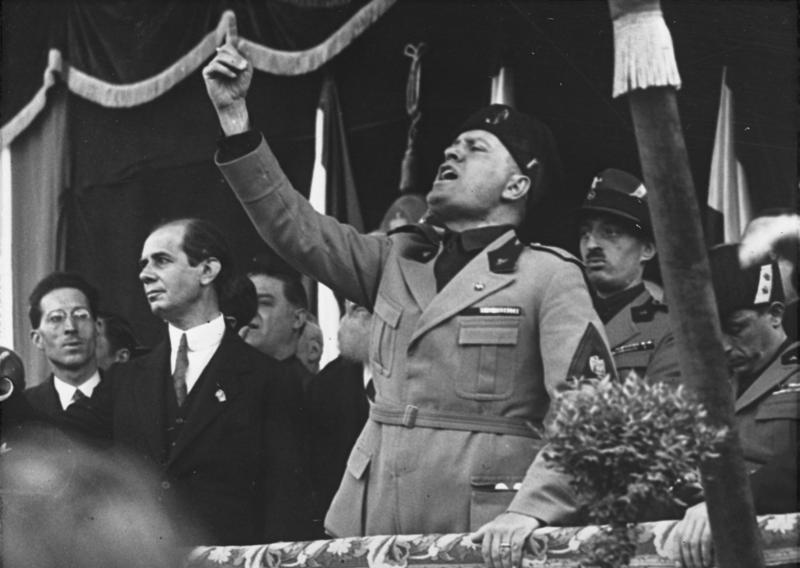
دكتاتور إيطاليا الفاشيستي بينيتو موسوليني سنة 1930.

بدأت الأنظمة الديمقراطية في أوروبا بالتعثر. فقد زرعت الفاشية في إيطاليا سنة 1922، وظهر الحزب النازي في ألمانيا، ووصلت الأنظمة الاستبدادية إلى البرتغال [الإنجليزية] وبولندا. والتقي بريمو دي ريفيرا ببينيتو موسوليني الذي أثنى عليه قائلاً إنه «رسول الحملة ضد الفوضى والفساد السياسي»، ورحب بسرور بالجزء الهام من النظام النقابي الذي زرع في إيطاليا وأنه حاول استيراده إلى اسبانيا. فانفجار النموذج السلطوي والشعور القومي القوي وانتقاد الأنظمة الديمقراطية الضعيفة للغاية إلى جانب انتشار سريع للأفكار الناشئة للاشتراكيين في جميع أنحاء أوروبا بدعم واسع من الجماهير الشعبية، قد أثر على ردة فعل إسبانيا.

## المجلس العسكري (1923-1925)

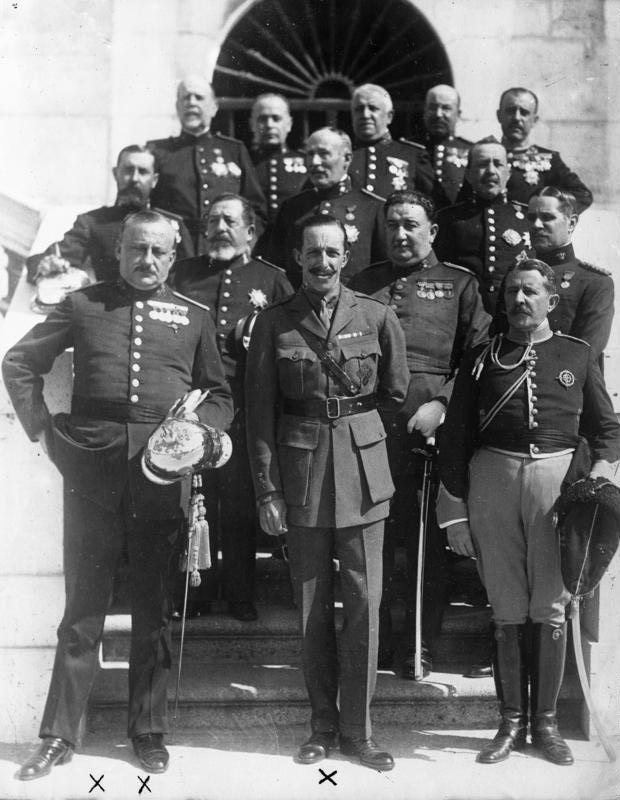
صورة تظهر الملك ألفونسو الثالث عشر وبجواره الجنرال بريمو دى ريفيرا في الصف الأول ومعهم مجموعة من الجنرالات ومن ضمنهم الجنرالات الأربعة المشتركين بالمؤامرة.

### استعادة النظام العام
كانت الخطوة الأولى التي اتخذتها الإدارة العسكرية هي عزل السلطات الإقليمية والمحلية (حكام مدنيين ورؤساء بلديات ورؤساء مجالس المقاطعات) واحلال العسكر محلهم. فقد كان إعادة النظام هو الهدف الأكثر أهمية لذا، فالطريقة السريعة هي وضع هذه المهمة بيد الجيش الراغب بذلك، مما يعني تعليق الضمانات الدستورية (مثل حرمة المسكن وحرية التجمع وتكوين الجمعيات وغيرها). وإسندت «الجرائم السياسية» إلى سلطة القضاء العسكري (ومن ضمنها استخدام أعلام غير وطنية أو استخدام لغة غير القشتالية في التعاملات رسمية) والعديد من جرائم عادية مثل السطو المسلح للمتاجر والبنوك، وحمل المتفجرات والخيانة والعيب في الذات الملكية. ومن القرارات الأخرى التي اتخذها المجلس العسكري والمتعلقة أيضًا بالنظام العام، هو صدور مرسوم ملكي يوم 17 سبتمبر بتوسعة صلاحيات مؤسسة سوماتين الكتالانية إلى جميع مقاطعات إسبانيا.
ساعد إعلان الأحكام العرفية وغيرها من التدابير من عسكرة تطببيق القانون إلى تقليص عدد الهجمات والجرائم -كان هناك 51 هجمة مسلحة بين 1923 و 1928، مقارنة مع 1,259 بين 1919 و1923- وأيضا انخفضت أعداد الإضرابات وقد يكون ذلك أيضا بسبب النمو الاقتصادي الذي شهدته العشرينات السعيدة [الإنجليزية].
تباينت السياسة التي اتبعتها الديكتاتورية مع المنظمتين العماليتين النقابية-اللاسلطوية الاتحاد الوطني للعمل واتحاد العمال العام الاشتراكي تباينا تامًا. فقد حاول بريمو دي ريفيرا أن يستحوذ الاشتراكيين، مما تسبب في انقسام داخلها بين أنصار التعاون مع الديكتاتورية بقيادة يوليان بيستيرو وفرانثيسكو لارجو كابييرو ومانويل يانيزا، والمعارضين بقيادة إنداليسيو برييتو وفرناندو دي لوس ريوس. وفاز انصار التعاون وأندمج الاشتراكيون في مجالس العمال نتيجة لاستيلاء الهيئة الجديدة لمعهد الاصلاحات الاجتماعي وحتى الإصلاحي كاباليرو كان جزء من مجلس الدولة، مما دفع باستقالة برييتو من PSOE، أما CNT فقد كانت الديكتاتورية تقمعه قمعا لاهوادة فيه مما حدا به بالعمل السري.

### اجتثاث الزعامات المحلية
اعتبر بريمو دي ريفيرا نفسه بأنه «جراح حديد» الذي يجب عليه «اقتلاع الزعامات المحلية» والتي طالب بها خواكين كوستا في بداية القرن. فإلى جانب المحافظة على الأمن الاجتماعي فإن الهدف الرئيسي الآخر المطلوب من السلطات العسكرية الإقليمية والمحلية الجديدة هو تجديد الحياة العامة وذلك بتفكيك شبكات الزعماء المحليون بمجرد طرد الأحزاب الحاكمة «الأوليغارشية» من السلطة. فالحكام المدنيين الجدد -وجميعهم ضباط جيش- كانوا مسؤولين عن التحقيق في قضايا الفساد بالموافقة على الشكاوى المجهولة في البداية، وبمساعدة المحافظين عينوا مندوبي حكومة لكل دائرة قانونية، وقد تم التحقيق في أكثر من ثمان مئة من الشركات المحلية، واكتشفت مخالفات في أكثر من مائة ملف. ومن ثم فصل 152 من أمناء المدن.
ولكن من الناحية العملية فإن نظام تسمية ممثلي الحكومة غير فعال لأنه توجد قضايا فساد على بعض الممثلين، حتى أن بعضهم أصبح من الزعامات المحلية (بالإسبانية: caciques)‏. فقد كان السبب الأساسي لأزمة الزعامات المحلية خلال فترة الديكتاتورية هو تهميش السلطة لأحزاب نظام تداول السلطة فترة طويلة، بالرغم من أن العديد من هؤلاء الزعماء وجدوا ملجأهم في الحزب الوحيد في حقبة الدكتاتورية وهو الاتحاد الوطني.
بلغ الإصلاح السياسي على المستوى المحلي ذروته بسن قانون البلديات لسنة 1924 الذي روج له المدير العام للإدارة المحلية آنذاك وهو خوسيه كالفو سوتيلو السياسي المحافظ الموري. وفي ديباجة النظام الأساسي:«لكي تكون الدولة ديمقراطية يجب عليها أن تعتمد على بلديات حرة». ولكن كان تعيين رؤساء البلديات بيد الحكومة بدلا من أن ينتخبهم الأهالي.
أما الخطوة التالية في تفكيك الزعماء المحليون هو حل مجالس المحافظات في يناير 1924 باستثناء الموجودة في الباسك ونافارا. والحاكم المدني هو المسؤول عن تعيين الأعضاء الجدد من المهنيين الليبراليين ورجال الأعمال، مما أثار عدم رضا أعضاء الرابطة الإقليمية بزعامة جوسيب بويغ الذي اعتقد في البداية أن نوايا بريمو دي ريفيرا الإقليمية كانت حسنة. حيث أن المعينين في المجالس الكتلانية الأربعة هم إسبان كما هو الحال في مجالس المدن واغلبهم جاء من الاتحاد الملكي الوطني.

### الاتحاد الوطني: حزب غير سياسي
رأى الدكتاتور في أوائل 1924 أن إنهاء الأوليغارشية وتفكيك الزعامات المحلية لم يكن كافيا لتجديد البلاد. فبدأ بصياغة فكرة مذكرا بأن الدولة بحاجة إلى سياسة جديدة تستند على أشخاص ذوي أفكار ونوايا سليمة ليشكلوا حزبا غير سياسي يمارس العمل السياسي الإداري. إلا أن القوى السياسية لم تحدد الأهداف ولا السياسات المراد تطبيقها، ولكنه تولى مسؤولية إدارة الدولة ووضع الشعار التجديدي:«سياسة أقل إدارة أكثر» موضع التنفيذ.
هكذا ولد الاتحاد الوطني في أبريل عام 1924، على الرغم من أن «النقابات الوطنية» الأولى نشأت بشكل عفوي في دوائر الكاثوليكية السياسية. ووصف بريمو دي ريفيرا الاتحاد الوطني بأنه حزب ديمقراطي مركزي ملكي معتدل وهو حزب ديمقراطي هادئ. تحت مبادئ الدين والوطن والملك. وهي مبادئ قريبة جدا من الثلاثية الكارلية (الله الوطن والملك). وبالتالي فإن التنظيم الجديد ليست له أيديولوجية، مما جعله غير متوافق مع دستور 1876 المعمول به حتى ذلك الحين، وقد ميز أحد منظري الحزب وهو الكاتب جوز ماريا بيمان الحزب عن الفاشية، وأكد أن دفاع الدولة عن الاتحاد الوطني لأنه مسيحي اجتماعي تقليدي، وتبرأ من الاقتراع العام اعتبره خطأ كبيرا. وضم الحزب أناساً من اليمين الكاثوليكي التقليدي (المناهض لليبرالية والديمقراطية)، ومن اتباع أنطونيو مور (الموريون) ومن القطاعات المحافظة الأخرى، ومعهم انتهازيون بسيطون ولكنهم غير سياسيين ومن جميع الطبقات والأنواع.
وهكذا كان الاتحاد الوطني عبارة عن حزب «نظمته السلطة» كما ذكر وزير الدكتاتورية خوسيه كالفو سوتيلو. واستفاد الدكتاتور من تنظيم سياسي جاء من تشكيل كاثوليكي غير مناهض لليبرالية وغير معادي للديمقراطية ولايتبع للكارلية، وبتحديد أكثر المرتبط بالجمعية الكاثوليكية الوطنية للدعاة برئاسة أنخيل هيريرا أوريا، وكانت تلك المنظمة التي روجت للنقابات الوطنية الأولى لكي تشكل حزب كبير من اليمين الكاثوليكي.
كانت قاعدة الاتحاد الوطني بالدرجة الأولى محلية وإقليمية، ولم يكن لمجلس الإدارة الوطني الذي أنشئ في 1926 وظائف دقيقة للغاية. الأهم من ذلك لجعله حزب راسخ كان دور صحيفته لاناسيون، وهو الجهاز الصحفي للاتحاد الوطني الموجود بأموال إدارة الاتحاد.
من ناحية أخرى، فقد تعرضت فعالية الاتحاد الوطني بعد «اقتلاع الزعامات المحلية» للتضعضع، لأنه تأسس في صفوفه العديد من أمراء الحرب السابقين وسمحت بإنشاء زعامات جديدة، كما هو الحال بالنسبة لمقاطعة قادس مسقط رأس بريمو دي ريفيرا «وعمليا فإن جميع الزعامات التقليدية ادمجت في الاتحاد الوطني».

### تعزيز القومية الإسبانية ومكافحة الانفصالية
في بيان الانقلاب الصادر في 13 سبتمبر ذكرت الدعاية الانفصالية الوقحة باعتبارها إحدى المبررات للانقلاب. وبعدها بخمسة أيام أصدرت الإدارة العسكرية مرسوما بتاريخ 18 سبتمبر 1923 جرمت "الانفصالية" وعاقبت بغرامات صارمة ماأسمته بجرائم ضد أمن ووحدة الوطن تحت إدارة المحاكم العسكرية. وبذلك اختارت الدكتاتورية منذ البداية "القومية الإسبانية القوية والمحاربة. واضطهدت الرموز والكيانات المتعلقة بالقوميات الأخرى. خفضت الرقابة حرية التعبير إلى الحد الأدنى ليس فقط في الصحافة الديمقراطية والصحافة العاملة، ولكن أيضا في المنشورات بلغات أخرى. وأضحت الأنشطة السياسية محدودة للغاية. وبالعموم دخلت القوميات والإقليمية المهمشة في كسوف قسري استمر حتى سنة 1929.
سرعان مادركت الرابطة الإقليمية لكاتالونيا فداحة خطأها بدعم انقلاب بريمو دي ريفيرا الذي نفذ على الفور سياسة اضطهاد القومية الكتلانية. وحظر استخدام الكتالانية في الأعمال الرسمية من بين تدابير أخرى، وحاول أيضا منع استخدام الكتالانية في الخطب والاحتفالات الدينية، وفرض اللغة القشتالية لتكون اللغة الرسمية الوحيدة، وغير أسماء الأماكن الكاتالونية وأسماها بأسماء قشتالية، وقد قاطع دورة الألعاب الزهور (الذي كانت ستعقد في الخارج)، وحرم رفع العلم الكتالوني، وحدد رقصة السردانا (بالكتالونية: sardana)‏ كان محدودا، واضطهد المؤسسات المهنية والنقابات والرياضة لاستخدامها اللغة الكتالانية. أدت هذه السياسة إلى صراعات شديدة مع مختلف المؤسسات والكيانات الكاتالونية التي رفضت ذلك، وتعرضت العديد منها بإغلاق مؤقت أو دائم. فعلى سبيل المثال: تعرضت بعض مباني الرابطة الإقليمية للإغلاق، وكذلك تعرضت في جريدة لا فيو دي كاتالونيا للإغلاق المؤقت.
وفي يناير 1924 التقى بريمو دي ريفيرا في برشلونة مع بعض الزعامات السياسية الكتالونية، ولكنه لم ينل الدعم إلا من الاتحاد الملكي الوطني بزعامة ألفونسو سالا أرقيمي الذي أصبح رئيس كومنولث كاتالونيا بعد استقالة رئيسها السابق. ولكن مع ذلك انتهى سالا بمواجهة مع السلطات العسكرية في كاتالونيا والاحتجاج برسالة إلى بريمو دي ريفيرا. وعندما تمت الموافقة على النظام الأساسي للأقاليم لسنة 1925 في 12 مارس 1925 وهو مايعني واقعيا حظر كومنولث كاتالونيا، فاستقال سالا.
وبعد إلغاء كومنولث كاتالونيا ازدادت بشدة تصريحات بريمو دي ريفيرا على الثقافة والهوية واللغة والمؤسسات الكاتالونية، مما دل على أنه ضد أي نوع من الحكم الذاتي الإقليمي. فكانت إساءة بريمو دي ريفيرا ليس فقط على الجماعات السياسية ولكن على المجتمع الكتالوني بأكمله، فازداد الصدع بين كاتالونيا والدكتاتورية، مما أدى إلى الازدياد التدريجي للصراعات. تولى حزب العمل الكتالاني نقل القضية الكاتالونية إلى عصبة الأمم، وبرز فرانسيسك ماسيا الضابط العسكري الكتالوني السابق فأصبح رمزا للمقاومة الكاتالونية ضد الدكتاتورية.

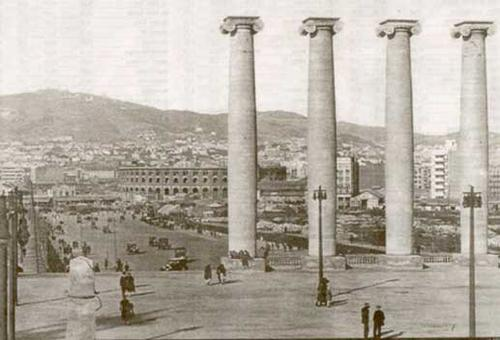
الأعمدة الأربعة التي مثلت أشرطة العلم الكتالوني الأربعة تصميم المهندس المعماري جوزيب بيتج لمعرض برشلونة الدولي (1929).
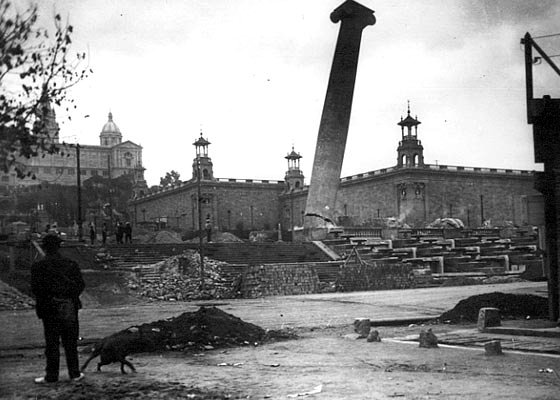
هدم الأعمدة بأمر من بريمو دي ريفيرا.
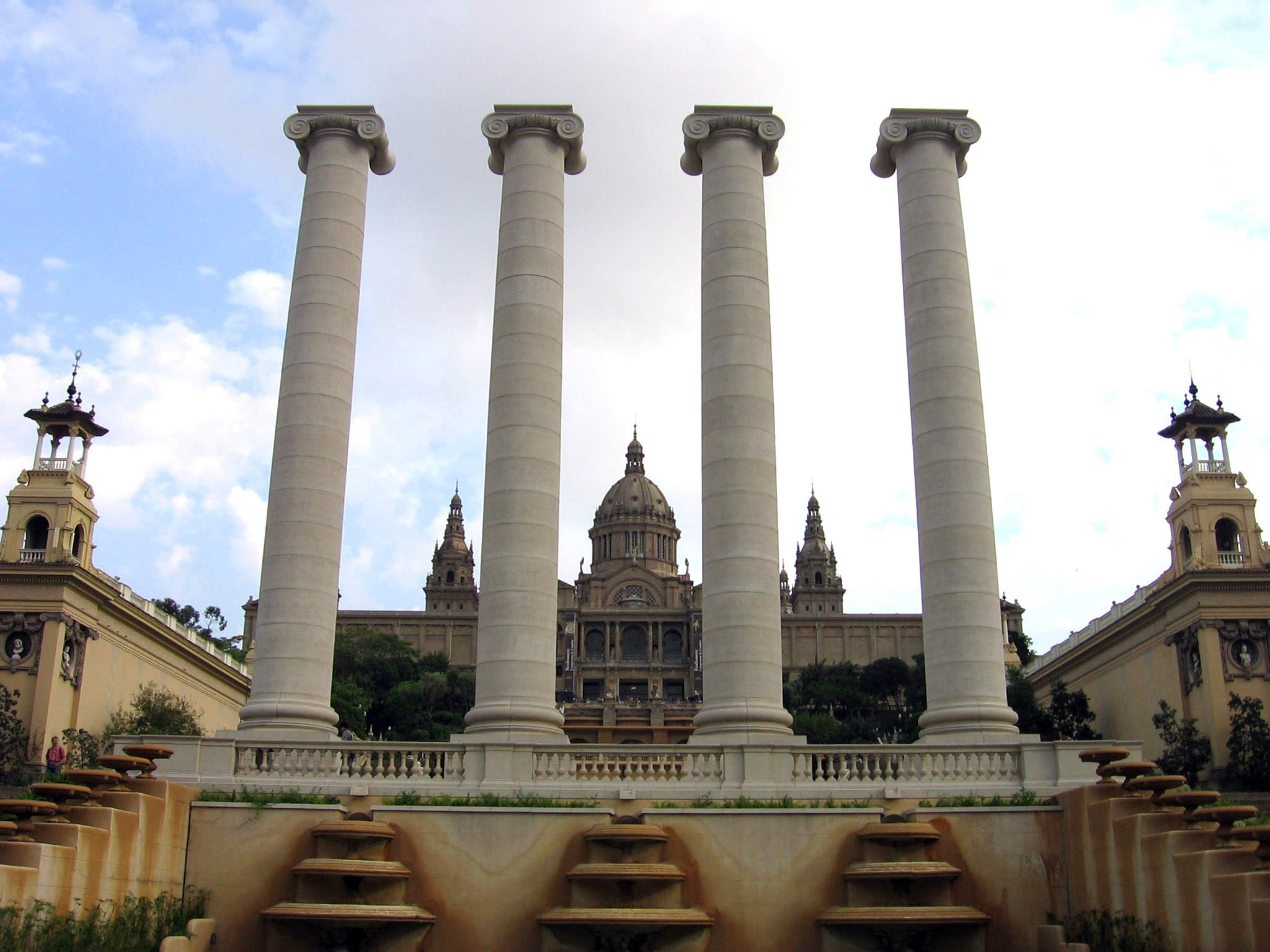
الأعمدة الأربعة بعد إعادة بنائها سنة 2011 وتقع بالقرب من موقعها الأصلي.
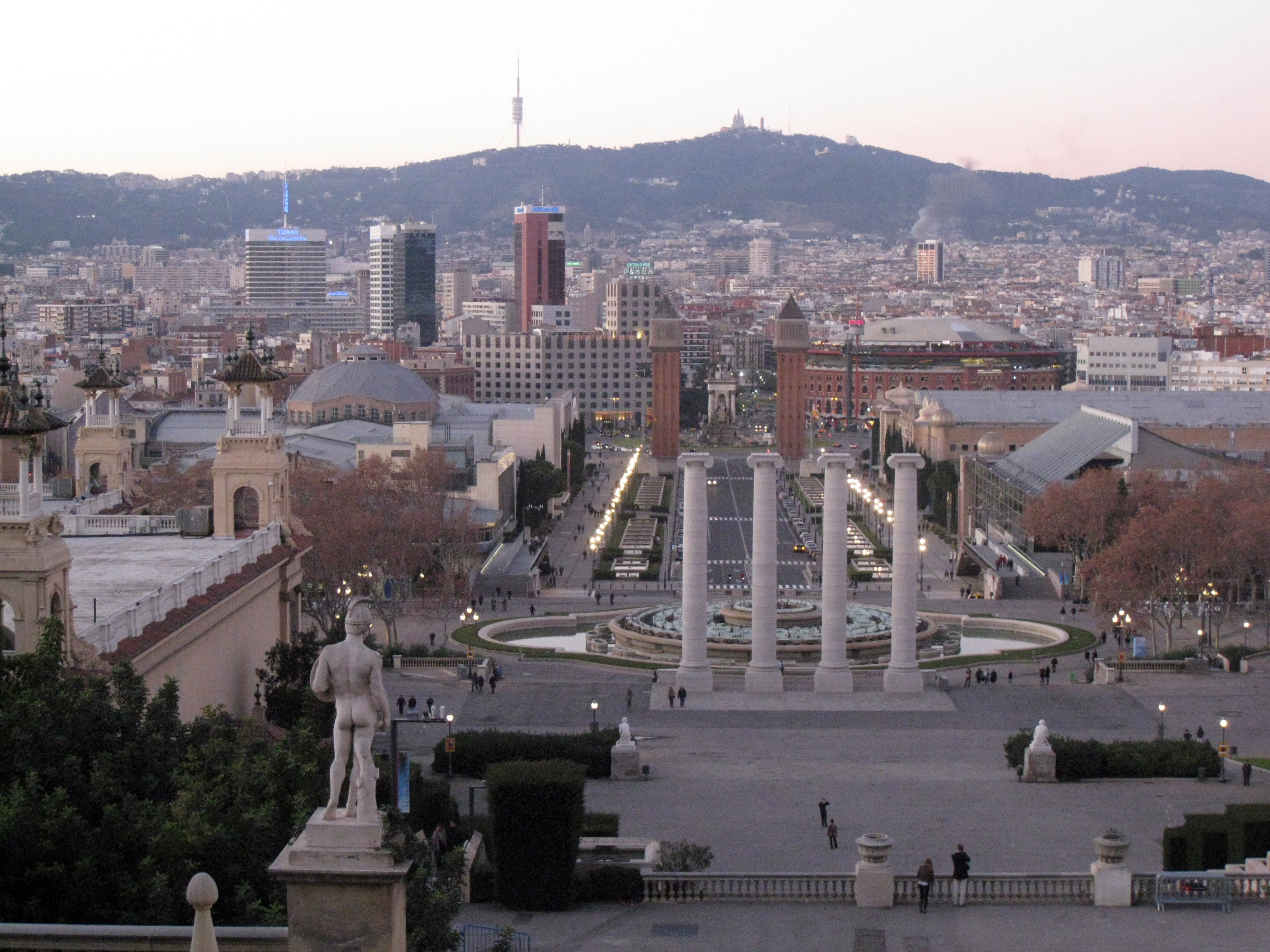
مشهد الأعمدة الأربعة من بالاو دي مونتجويك (قصر جبل مونتجويك).

### التهدئة في المغرب
فيما يتعلق بمشكلة المغرب كان الجنرال بريمو دي ريفيرا يعبر دائما عن موقف انهزامي. فأمر قواته بالانسحاب إلى الشريط الساحلي للمحمية الاسبانية في المغرب، مما سبب الشعور بالضيق في قطاع الأفريقيين من الجيش، ومن بينهم المقدم فرانسيسكو فرانكو الذي كتب عدة مقالات في مجلة القوات الاستعمارية، مدافعا عن الاستعمار الإسباني. أحد الأسباب الكامنة وراء معارضة التخلي عن المغرب هو أن الانسحاب يمثل نهاية الترقيات السريعة لمزايا الحرب، التي مكنت للضباط في أفريقيا بالترقية أسرع من هؤلاء الموجودون في حاميات شبه الجزيرة الإيبيرية. وكانت تلك الميزة نالها المقدم فرانكو عندما تخرج طلب أن تكون وجهته في الجيش الأفريقي (القوات الأهلية النظامية (Regulares) أولا في مليلية ثم في سبتة)، وخلال خمس سنوات فقط (1912-1917) ارتقى من ملازم إلى قائد وحدة بمزايا الحرب. عندما قام المقدم ميلان أستراي بتنظيم الفيلق الإسباني سنة 1920 (مشابه للنموذج الفرنسي) عين القائد فرانكو رئيسًا لأحد كتائبه. وفي سنة 1922 كتب فرانكو في إحدى الصحف متحدثا عن تجربته في الفيلق. فنشرتها وسائل الإعلام المحافظة مثل صحيفة ABC في نفس العام على أنه «جندي مثالي»، وذلك قبل حملة معاداة النزعة العسكرية التي أطلق العنان لها بعد معركة أنوال. وفي سنة 1923 تمكن فرانكو من قيادة الفيلق الإسباني ورقّي إلى رتبة مقدم. وعندما قرر بريمو دي ريفيرا استئناف الحرب في المغرب غيّر فرانكو موقفه مثل غيره من الضباط «الأفريقيين» وأصبح مؤيدا قويا للدكتاتورية. فارتقى المقدم فرانكو في غضون ثلاث سنوات فقط إلى عقيد ومن ثم إلى جنرال، وكان عمره آنذاك 33 سنة. فإن لم تكن هناك حرب فإنه لن يرتقي وسيبقى نقيب كما يقول المؤرخ غابرييل كاردونا.
في مارس 1924 أمر بريمو دي ريفيرا بانسحاب القوات من مناطق جبالة وشفشاون مما سمح بتقصير خطوط الجبهة. لكن الانسحاب تم في ظروف مناخية سيئة للغاية فاستفاد منها عبدالكريم الخطابي الذي أعلن نفسه زعيم جمهورية الريف لشن هجوم عليهم. فكانت الكارثة، فالإصابات كانت أكثر من اصابات معركة أنوال قبل ثلاث سنوات، ولكنها أقل عدد من القتلى. فاستولى الخطابي على الكثير من أراضي الحماية الإسبانية. وبفضل الرقابة تمكن بريمو دي ريفيرا من إخفاء حجم الكارثة عن الرأي العام. وفي أكتوبر 1924 تولى شخصيا منصب المفوض السامي الإسباني في المغرب. وفي ربيع 1925 أخطأ ثوار الريف عندما هاجموا المواقع الفرنسية مما أعطى لبريمو المساحة لإنقاذ وضعه السيئ.

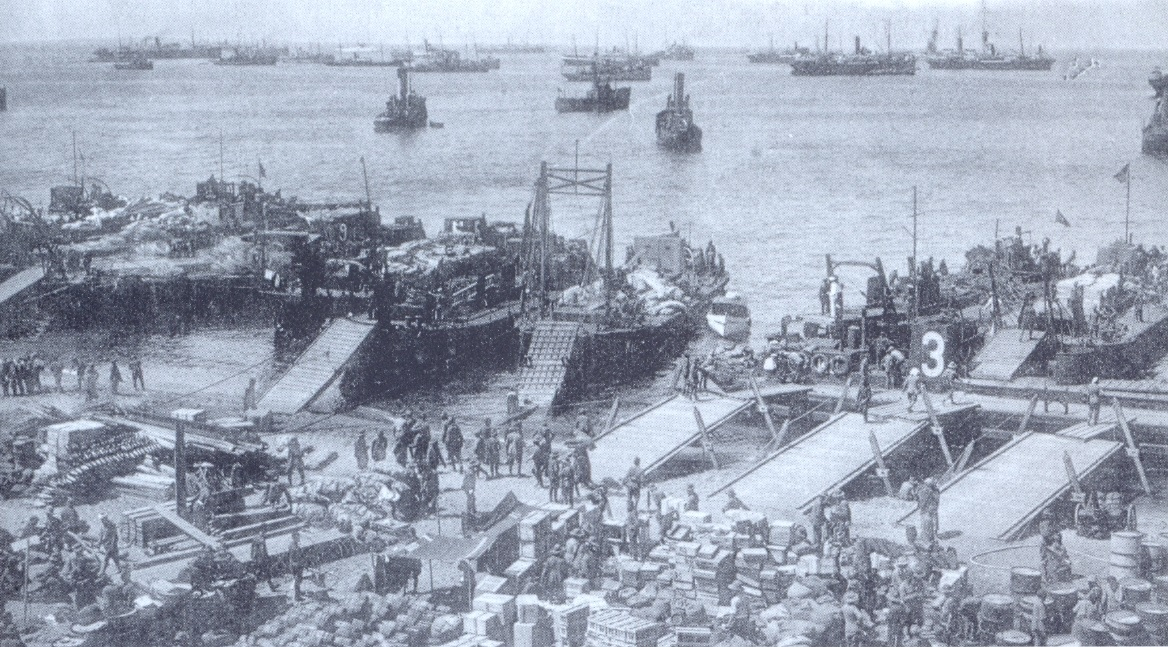
إنزال الحسيمة في سبتمبر 1925

في الحقيقة كان هجوم الخطابي على المناطق المغربية تحت الحماية الفرنسية كافياً لفرنسا -وللمرة الأولى- لتبدي استعدادها للتعاون مع إسبانيا لوضع حد لتمرد الريف. ومن ضمن التعاون هذا إنزال الحسيمة في سبتمبر 1925، وقد نجح نجاحًا قويا بحيث فاجأ ثوار الريف من الخلف وقسم المنطقة التي يسيطرون عليها إلى قسمين. وهكذا طالب عبد الكريم الخطابي بالمفاوضات في أبريل 1926. في العام التالي كانت المغرب هادئة تماماً، ولم تعد تمثل مشكلة لإسبانيا. وليمنع من وقوعه في يد الجيش الإسباني استسلم الخطابي للفرنسيين الذين رحلوه إلى جزيرة ريونيون.
وذكر المؤرخ جنوفيفا غارسيا ديلانو:
من ناحية أخرى أشار المؤرخ سانتوس جوليا:«بالنظر إلى اتجاه الحرب إلى الأفريقيين، لم يكن من المنطقي الاستمرار في قضية المسؤوليات المزعجة، التي وضعت في النهاية على الرف».

## الإدارة المدنية (1925-1930)

### نشاة الإدارة المدنية
أشار المؤرخ لويس باريو:"ساعدت ازدياد شعبية بريمو بعد نجاحه بفك معضلة المغرب بأن يتقدم خطوة إلى الأمام في استمرارية نظامه، وإعادة الجيش إلى ثكناته لتأخذ المرحلة المدنية من إدارته مجراها. وشكل بريمو دي ريفيرا في 3 ديسمبر 1925 حكومة مدنية برئاسته، أما أعضاء الحكومة فنصفهم من العسكر والنصف الآخر مدنيين. كان المدنيون ينتمون إلى الاتحاد الوطني الذين لهم فكر الاستبداد المؤسسي. ولكن مع ذلك فإن القرارات المتعلقة بالقضايا السياسية البحتة لا يناقشها بريمو دي ريفيرا إلا مع وزير الداخلية الجنرال مارتينيز أنيدو.
وخلال عرضه للحكومة ولقطع التكهنات المتزايدة من قطاعات مختلفة عن الحاجة إلى حل دستوري، أعلن بريمو عزمه في تجميد الدستور وعدم الدعوة إلى الانتخابات". وكان الهدف الذي حدده بريمو دي ريفيرا للإدارة المدنية الجديدة هو خلق التحول الاقتصادي وإعداد القوانين التي بعد فترة زمنية معقولة قد استعادت طبيعتها القانونية، لتوجه وتحكم الحياة السياسية الإسبانية في المستقبل. وهكذا فمع تشكيل الإدارة المدنية فإن بريمو دي ريفيرا أكد على استعداده بالبقاء في السلطة إلى أجل غير مسمى، ولم يحدد أي مسار دقيق للخروج من النظام الديكتاتوري.

### فشل الطابع المؤسساتي للنظام
كانت الخطوة الأولى نحو إضفاء الطابع المؤسساتي للنظام في أبريل 1924 هو تأسيس للاتحاد الوطني «الأحادي الحزب» والخطوة الثانية هي تشكيل الإدارة المدنية الخاصة به. أما الخطوات التالية فكانت إنشاء منظمة الشركات الوطنية، ودعوة المجلس الاستشاري الوطني المسؤول عن إعداد مشروع الدستور الجديد.

#### منظمة الشركات الوطنية
وعد بريمو دي ريفيرا قطاعات العمال بتدخل أبوي لتحسين ظروف حياتهم والعمل، والتي بلغت أوجها بإنشاء منظمة الشركات الوطنية (OCN) في نوفمبر 1926، وهي مؤسسة مهمتها تنظيم العلاقات بين العمال وأرباب العمل بإشراف الدولة، وروج لتلك المنظمة وزير العمل إدواردو أونوس العضو السابق في الرابطة الإقليمية والمدافع عن الكاثوليكية الاجتماعية. مستلهما فكرة OCN من التعليم الاجتماعي الكاثوليكي، ولكنها أيضا مستوحاة من النظام التعاوني لفاشية ايطاليا، وأعطيا لها دور «الوصاية» الممنوح للدولة. ووفقا للويس باريو فإن الهدف النهائي من منظمة الشركات الوطنية هو ضمان السلام الاجتماعي من خلال سياسة التدخل في دنيا العمل (ما يسميه «التعاونية الاجتماعية»).
تألف المكتب المركزي للضمان الاجتماعي من اللجنة الأولى التي شكلتها اللجان المشتركة؛ الثانية شكلتها اللجان الإقليمية المختلطة، وأخيرا اللجنة الثالثة التي شكلتها المجالس التعاونية التابعة لكل تجارة. وكان تمثيل أرباب العمل والعمال متساوٍ - في كل خطوة من الخطوات وكان ممثل الحكومة هو من يتولى العمل الرئاسي. عرض بريمو دي ريفيرا أن يكون تمثيل الطبقة العاملة في المنظمة الوطنية OCN للاتحاد الاشتراكي، أي اتحاد العمال العام (UGT)، ما تسبب في انقسام داخلها بين أنصار التعاون مع الديكتاتورية والمعارضين لذلك. فانتصر انصار التعاون واندمج الاشتراكيون في مجالس العمال. كانت الخطة التي اقترحها بريمو دي ريفيرا مع UGT مفيدة لتطوير وتوسيع القاعدة النقابية وتمثيلها في مجال علاقات العمل، وبسببها كان قد تخاصم مع الاتحاد الوطني للعمل (CNT) في بداية حكمه. وقد تسبب تعاون اتحاد العمال العام (UGT) مع الدكتاتورية شرخ عميق في الاشتراكية الاسبانية، حيث أن بعض القادة مثل إنداليسيو برييتو وفرناندو دي لوس ريوس عارضاها معتبرين انه غير مبررة وانتهازية.

#### الجمعية الاستشارية الوطنية ومشروع الدستور الجديد
في 13 سبتمبر 1926 ويصادف الذكرى الثالثة للانقلاب الذي أوصله إلى السلطة أجرى بريمو دي ريفيرا استفتاءً غير رسمي لإثبات أنه يتمتع بتأييد شعبي وبالتالي يضغط على الملك لقبول اقتراحه بعقد جمعية استشارية، وقد قاوم ألفونسو الثالث عشر لعام كامل، ولكنه في النهاية وقع في سبتمبر 1927 على دعوة الجمعية الاستشارية الوطنية لتحضير مشروع برلماني وتقديمه إلى الحكومة في فترة ثلاث سنوات، وإكمال التشريعات العامة في ذات الوقت، ويجب أن تخضع إلى جميع الآراء الصادقة للرأي العام، وفي الجزء المناسب. اجتمعت تلك الجمعية في فبراير 1928 وعينت غالبية أعضائها البالغ عددهم 400 عضو بشكل مباشر أو غير مباشر من الحكومة، ولم يكن هناك سوى ستين من النواب والشيوخ والوزراء.
في المرسوم الملكي المؤرخ في 12 سبتمبر 1927 بإنشاء الجمعية الاستشارية الوطنية. بحيث ألا تكون برلمانًا ولن تقوم بالتشريعات الدستورية وليست لها صفة السيادة. وبالأحرى فهي هيئة معلومات ونقاش واستشارة عامة متعاونة مع الحكومة ويجب أن تشرع خلال فترة ثلاث سنوات مسودة برلمانية وتشريعاتها. واعتمد المجلس بالكامل على السلطة التنفيذية، مع وجود أعضاء معينين من مجالس المدن ومجالس المقاطعات والاتحاد الوطني وأجهزة الدولة وإداريين بارزين والجيش والقضاء والكنيسة إلى جانب ممثلين من العمال والتجارة والثقافة والفنون وغيرها من أنشطة الحكومة، ويقصد بذلك أن يكون تعبيرًا عن نموذج التمثيل الثلاثي -الإدارة والمجتمع والحزب- التي كان لها جذور في التعاونية الكلاسيكية ومن الفاشية الإيطالية.
كانت الانتكاسة الكبرى لمشروع بريمو دي ريفيرا رفض الاشتراكيين للمشاركة في الجمعية الاستشارية الوطنية، من حيث المبدأ كان الدافع أن المناصب تم تعيينها دون انتخاب، ولكن عندما قبل بريمو دي ريفيرا لاحقًا أن يكونوا مرشحين من اتحاد العمال العام (UGT) حافظ الاشتراكيين على رفضهم. في حين واصل بعض الاشتراكيين بالدفاع عن التعاون مع النظام مجادلين بأن لا يوجد سبب يمنع ذهاب الاشتراكيين إلى الجمعية إذا شاركوا أنفسهم قد شاركوا في الكورتيس. ومن ناحية أخرى لم ترسل الجامعات أي ممثل لها بسبب معارضتها المتزايدة للنظام. وقد قدمت الجمعية مسودة مشروع دستور إسبانيا 1929 ليكون دستور الملكية الإسبانية، على الرغم من أنها انتهكت تماماً تاريخ إسبانيا الدستوري.
فمشروع مسودة الدستور الذي أطلق عليه النظام الأساسي للملكية الإسبانية، أعده القسم الأول من الجمعية الاستشارية الوطنية. حيث أراد إقامة نظام استبدادي في اسبانيا غير ليبرالي وغير ديمقراطي، وتقليص ممارسة الحقوق والحريات بقوة، ولم يقسم السلطات الثلاث ولم يعترف بالسيادة الوطنية، ولم يتم انتخاب سوى نصف أعضاء البرلمان المكون من مجلس واحد، بينما تم اختيار النصف الآخر من «التعاونيات» والملك. لم يكن أحد راضيا عنه ولا حتى الدكتاتور نفسه، بسبب الصلاحيات الواسعة الممنوحة للملك على حساب رئيس الحكومة، لذلك لم تناقش في الجلسة العامة للجمعية الاستشارية الوطنية ولم يدخل حيز التنفيذ. لذلك توقف تقديم مشروع المسودة بالكامل بعد بضعة أشهر، بحيث ركز النقاش السياسي حول افتتاح حقبة تأسيسية حقيقية كما أشار جينوفيفا غارسيا، وفي نهاية المطاف تدمرت الديكتاتورية بصيغتها السياسية الحالية بسبب عدم قدرتها على إيجاد صيغة مؤسساتية مختلفة.

### السياسة الخارجية

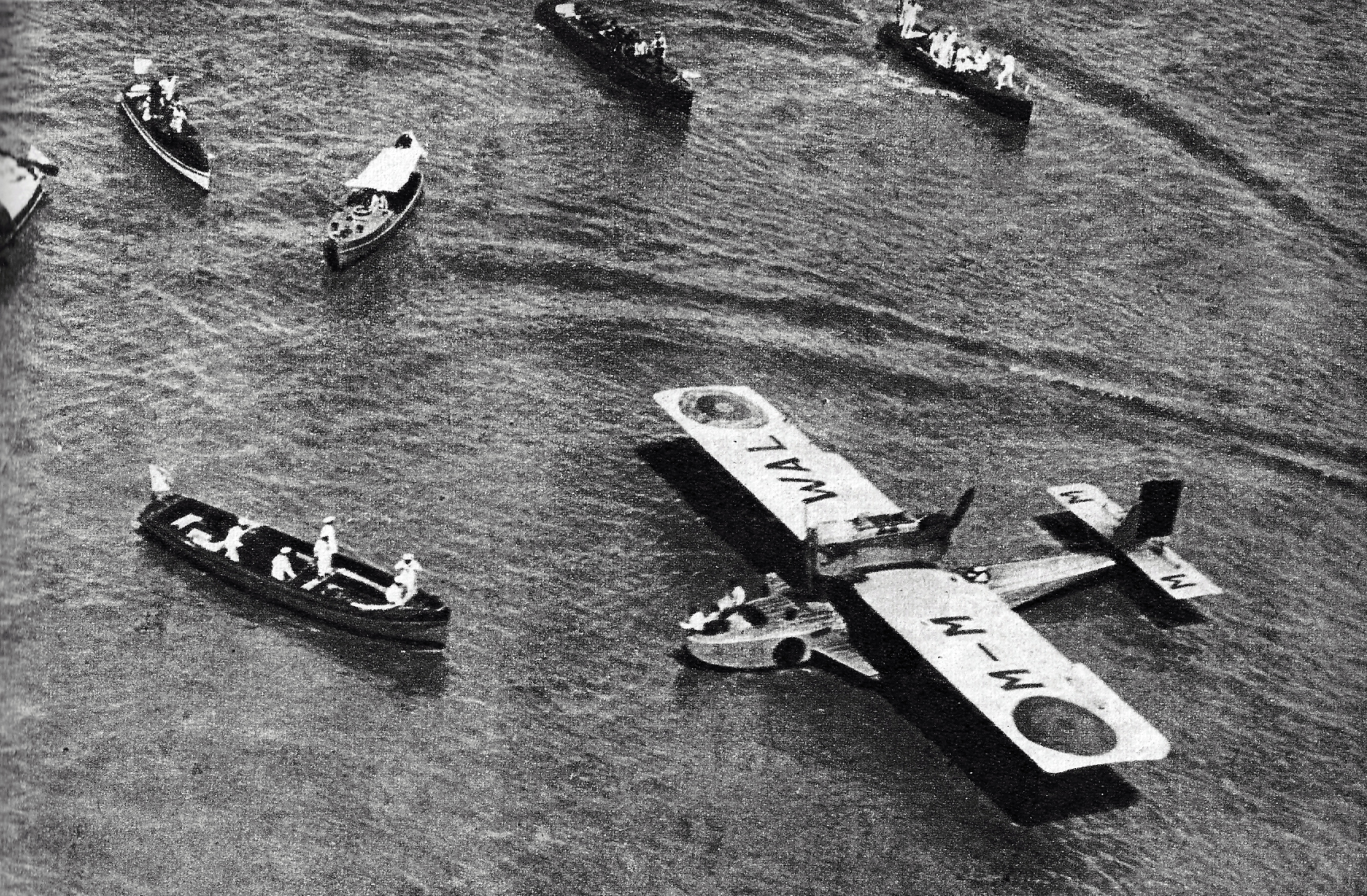
الطائرة المائية بلاس الترا في ريو دي لا بلاتا أمام بوينس آيرس (يناير 1926).

دفع نجاح الدكتاتورية في إخماد ثورة الريف بعد إنزال الحسيمة إلى سياسة خارجية أكثر عدوانية. فطالب بريمو دي ريفيرا بدمج مدينة طنجة وهي مدينة مغربية بها جالية إسبانية كبيرة أو ذات أصل إسباني في محمية المغرب الإسبانية. وقد أيد ذلك موسوليني الذي أثار شكوك فرنسا وبريطانيا وهما الضامنين للوضع الدولي لطنجة. وفي الوقت نفسه طالب أيضًا بأن يكون لإسبانيا مركز دائم في مجلس عصبة الأمم وهدد بالانسحاب من المنظمة إذا لم يحصل عليها. لكن بريمو دي ريفيرا لم يحقق أي من الهدفين. أما بالنسبة لطنجة فقد حصلت على بعض التنازلات الإدارية والعسكرية لكن المدينة حافظت على مكانتها الدولية، وبالنسبة لعصبة الأمم كان على بريمو دي ريفيرا أن يقتنع بأن أحد اجتماعاتها قد عقدت في مدريد.
أدت هذه الإخفاقات ببريمو دي ريفيرا لإعادة توجيه سياسته الخارجية شرقا نحو دكتاتورية البرتغال وأمريكا الإسبانية، وهو مصطلح بدأ بالانتشار منذ ذلك الوقت. وهكذا قامت الديكتاتورية برعاية رحلة بلس الترا وهي طائرة مائية قادها القائد رامون فرانكو الذي أقلع من قرية بالوس دي لا فرونتيرا في 22 يناير 1926، ووصل في بوينس آيرس بعد يومين بعد توقفه في جزر الكناري وجزر الرأس الأخضر. لعمل هدف مماثل مابين الوطن الأم والجمهوريات الأمريكية افتتح في اشبيلية المعرض الأيبيري-الأمريكي يوم 9 مايو 1929.
واقترح الديكتاتور الإيطالي بينيتو موسوليني تشكيل ما يسمى الكتلة اللاتينية سنة 1927 وتضم إيطاليا وفرنسا وإسبانيا والبرتغال في تحالف قائم على الحضارة اللاتينية والثقافة المشتركة التي كانت قائمة بين تلك الدول. لم ينجح الإيطاليون حيث تم الإبقاء على شرط عدم ترك إسبانيا مجال النفوذ الفرنسي، وفي الواقع احبط موسوليني بعد فشله في التوصل إلى أي اتفاق مع بريمو دي ريفيرا في هذا الصدد.

### السياسة الاقتصادية

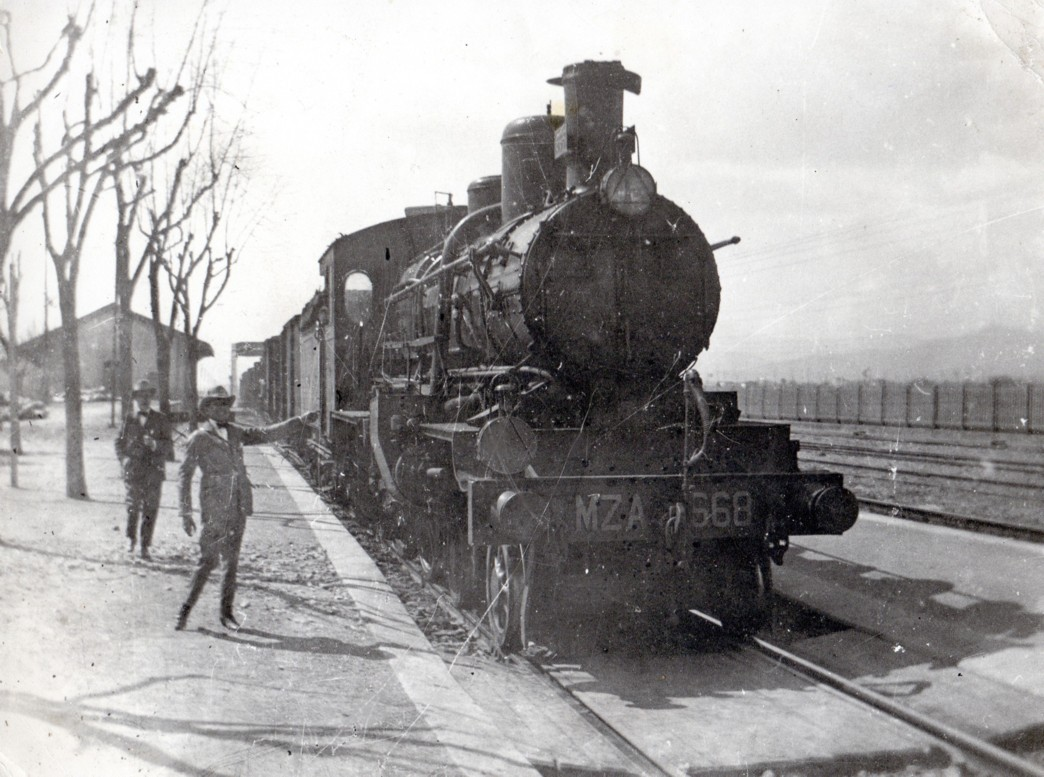
قاطرة MZA إحدى أقوى القاطرات في زمانها. كان التوسع والتحديث في شبكة النقل الإسباني أحد نقاط القوة في ديكتاتورية بريمو دي ريفيرا.

ركزت الدكتاتورية في الترويج على إنجازاتها الاقتصادية، لكن الحقيقة هي أن النمو الاقتصادي الملحوظ الذي حدث في تلك السنوات كان له علاقة كبيرة بالوضع الدولي المواتي أو ماسمي بالعشرينات السعيدة [الإنجليزية]. استندت سياستها الاقتصادية إلى تدخل الدولة القوي من خلال هيئاتها مثل المجلس الاقتصادي الوطني الذي أنشئ سنة 1924 (لايمكن إقامة أي صناعة جديدة بدون موافقة المجلس)، تولى مجلس الاقتصاد الوطني دورًا من الدرجة الأولى في وضع السياسة الاقتصادية للنظام عندما كان مسؤولًا عن تثبيت التعريفات والتفاوض على الاتفاقيات التجارية وللدفاع عن الإنتاج الوطني. وقد تألف من فنيين من الإدارة وممثلين عن القطاعات الإنتاجية المختلفة، رغم أن أعضاء الانتخابات المباشرة ومندوبي النقابات كانوا أقلية مقارنة بمندوبي منظمات أرباب العمل. ومن أهم انجازاتها في النزعة الحمائية للإنتاج الوطني في شهر يونيو 1927 إنشاء شركة كامبسا CAMPSA، وشركة تليفونيكا التي تمتلك شركة ITT الأمريكية معظم أسهمها. ولكن بدا بعد ذلك واضحا زيادة تدخل الدكتاتورية في السياسة الاقتصادية للأشغال العامة، من محطات المياه - التي تم إنشاء الاتحادات الهيدروغرافية من أجل استغلالها الكامل (الطاقة والري والنقل) - إلى الطرق (تأسست سنة 1926 الدائرة الوطنية للإشارات الخاصة التي أنشأت 7000 كيلومتر من الطرق) والسكك الحديدية. وبدأ أيضا وصول الكهرباء إلى المناطق الريفية. وفي الواقع فإن النزعة القومية الاقتصادية المتطرفة والتدخل والخوف من المنافسة هي من المبادئ التقليدية للسياسة الاقتصادية في إسبانيا، وقد غذاها بريمو دي ريفيرا حتى وصلت في سنوات حكمه في أقصى حالاتها. وهذا حفز بيروقراطية الاقتصاد التي أدت إلى نشوء المحسوبيات، مثل تسليم الاحتكارات إلى خوان مارش (التبغ في المغرب) أو إلى استانسلاو أوركويو. ومن ناحية أخرى شهدت المناطق الصناعية مثل كاتالونيا ومنطقة الباسك زيادة ملحوظة في الازدهار الاقتصادي وزيادة الوظائف. لأول مرة قلت القوى العاملة المكرسة للزراعة من 57٪ إلى 45٪، وتضاعفت أعداد السيارات خلال ست سنوات. هذا نموذج موحد بإمكانه السماح بزيادة التنمية الاقتصادية لبعض المناطق والركود النسبي لأخرى. علاوة على ذلك تسببت الزيادة الديمغرافية إلى جانب العملية السابقة في هجرة داخلية ملحوظة في شبه الجزيرة.

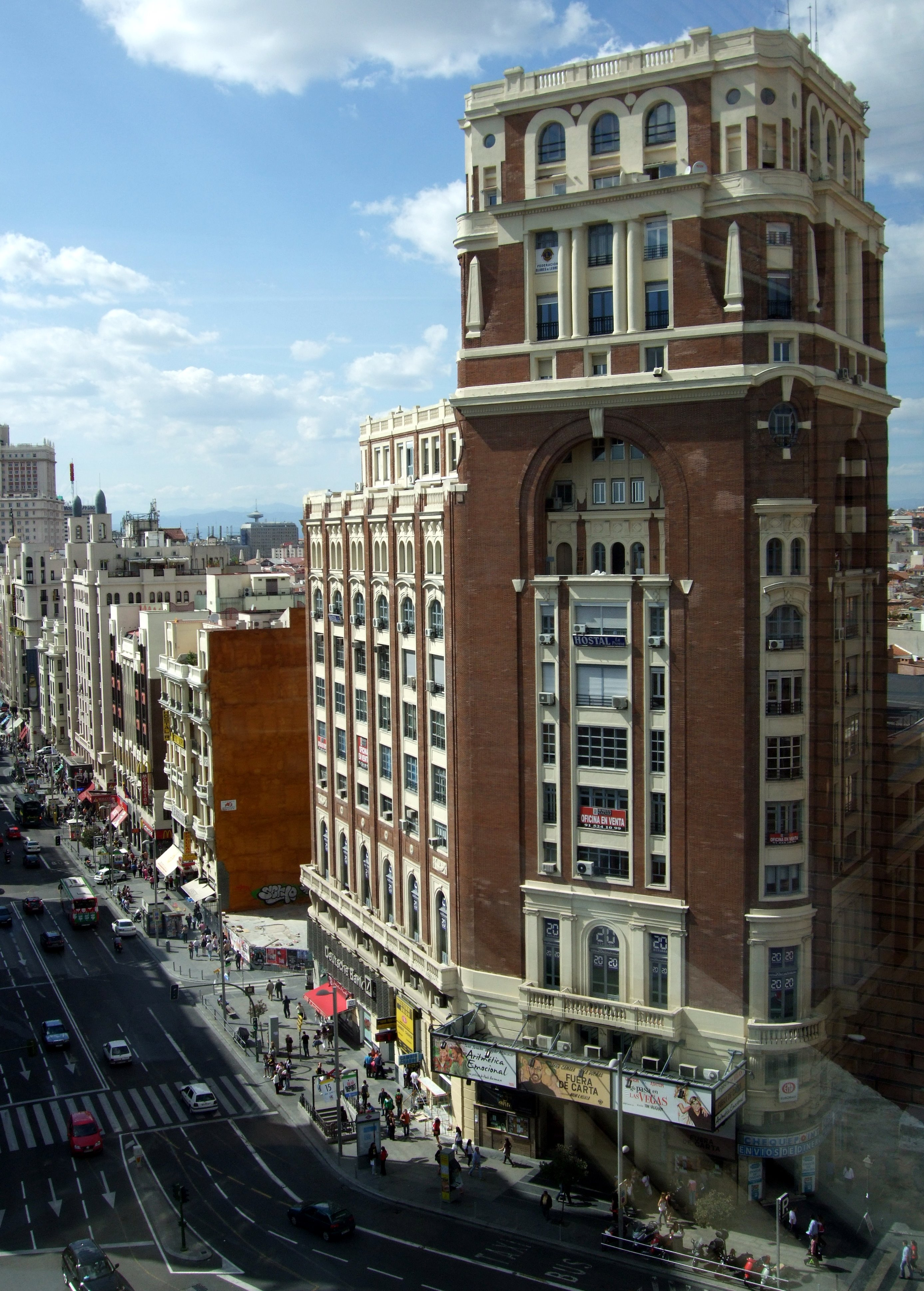
مبنى قصر الصحافة في الشارع الكبير (Gran Vía) في مدريد افتتح سنة 1929

ولأنه لم يتم وضع أي إصلاح ضريبي لزيادة الإيرادات كي تغطي الزيادة الكبيرة في الإنفاق العام بسبب السياسة التدخل الاقتصادي للديكتاتورية، لذا كان لابد من اللجوء إلى إصدار سندات الدين خارجية وداخلية قوية، مما عرض استقرار البيزيتا للخطر.
لتخفيف الديون الخطيرة الناتجة عن الإستثمارات الضخمة في البنية التحتية التي ولَّدت عجز متزايد في الميزانية لجأت الحكومة إلى بيع احتكاراتها من شركات (التبغ وتليفونيكا وكامبسا واليانصيب ...). وكان هناك عدم المام قوي في سياسة مالية متقدمة، باستثناء محاولة انقاذ لخوسيه كالفو سوتيلو بخلق ضريبة فريدة من نوعها ولكن البرجوازية منعته، فلم تظهر محاولات جدية لتحسين الميزانية. صحيح أنه صدر مرسوم لمنع إخفاء الثروة الإقليمية بشكل أسهم صناعية أو في السجل العقاري والإيجارات لمكافحة التهرب الضريبي. نجح كل هذا في زيادة الدخل القومي والإنتاج الصناعي ولكنه فاقم بقوة في وضع الخزانة العامة، فازدادت المديونية. تلك المديونية تجاوزت فترة الدكتاتورية، وتكيفت السياسة الاقتصادية للجمهورية الثانية اللاحقة معه.
ومن ناحية أخرى حاولت الدكتاتورية مكافحة مشاكل العمل بجذب مزيد من العمال المعتدلين. وتحقيقا لهذه الغاية اتخذت تدابير إسكانية للحماية الرسمية وتقاعد العمال وحماية الأسر الكبيرة وتشجيع عمل المرأة في قضايا الأمومة. ولم يتم القيام بأي إصلاح في الزراعة ولا في الهيكل الاقتصادي التي كان منها الجزء الأكبر من المشكلة.

## سقوط الدكتاتورية (1930-1931)
حدد المؤرخ جنوفيفا غارسيا بداية ضعف الديكتاتورية إلى منتصف 1928، عندما اجتمعت عدة عوامل منها: تفاقم مرض السكري الذي عاني منه الدكتاتور (وقد توفي بعد مغادرته منصبه بوقت قصير)؛ وفشل الديكتاتورية في تأسيس نظام جديد؛ وازدياد دور المعارضة المتنامي بعد انضمام قطاعات من الجيش إليها حيث نظموا عدة مؤامرات المسلحة ضد النظام. أما المؤرخ لويس باروسو فقد قدمها قليلا إلى أواخر 1927، عندما أصبح واضحا أن بريمو دي ريفيرا بتأسيسه الجمعية الاستشارية الوطنية لم تكن لديه نية للعودة إلى الوضع قبل انقلاب سبتمبر 1923 على الرغم من أنه قدم نظامه منذ البداية بأنه مؤقت.

### فقدان الدعم

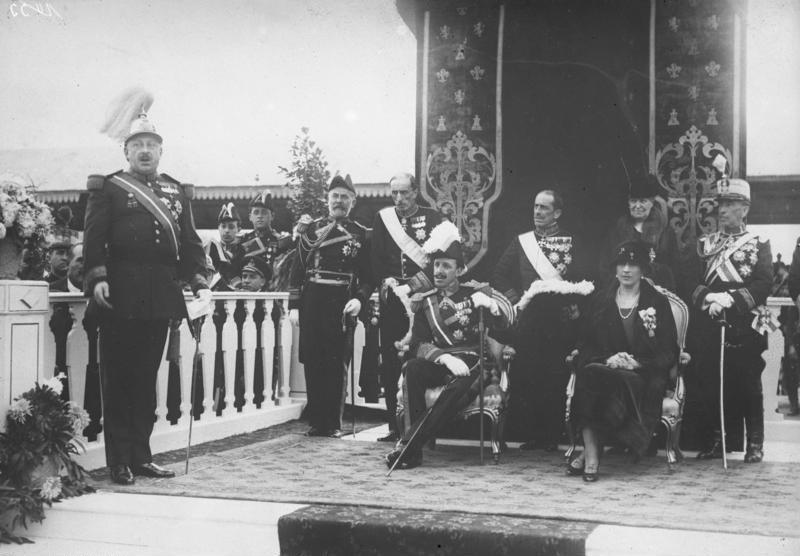
صورة لبريمو دي ريفيرا يلقي خطابًا أمام الأسرة الملكية الإسبانية بمناسبة الذكرى الخامسة والعشرين لتتويج ألفونسو الثالث عشر.

كانت القطاعات الاجتماعية والسياسية التي قدمت دعمها في البداية للدكتاتورية وشكلت ماسمي بتحالف 1923 قد بدأت بالانسحاب: فظهرت القوميات الهامشية بعد فشل الدكتاتورية بوعدها بالعمل على اللامركزية وحلت الكومنولث الكاتالوني. وبدأت الهيئات الحرفية والتجارية بالسخط من ازدياد نفوذ اتحاد العمال العام (UGT) داخل الوسط العمالي -عزز اتحاد العمال العام من دوره وبدأ بالتوسع نحو الزراعة مما خرب العلاقات التقليدية المترسخة بين الفلاحين وأصحاب المزارع في الريف. أما في المدن فكان يسيطر على قطاعات العمل الصغيرة والمتوسطة، أدى صعوده إلى فرض لوائح عمل والتسلسل الوظيفي وتحديد المهام والأجور التي لم يكونوا معتادين عليها-. وأيضا تخلت القطاعات الفكرية والجامعات عن «توقعاتهم الخيرية»، وخاب أملهم من التجددية المحافظة. ولاحظت الجماعات الليبرالية الاجتماعية والسياسية المتنوعة كيف أن الديكتاتورية بدأت بالاستماتة في السلطة وكسرت وعدا بأن تكون نظامًا مؤقتًا؛ وقد أدى ضعف الدعم الاجتماعي والسياسي التدريجي أن يعيد الملك النظر بأن هناك بعض الخطورة على التاج إذا استمر مرتبطا بالدكتاتور.
بدأت الحلقة الأولى من صراع الدكتاتورية مع المثقفين سنة 1924 عندما أمر بريمو دي ريفيرا بفصل العديد من أساتذة -لويس خيمينيز ديسوا وفرناندو دي لوس ريوس- لتعاطفهم مع ميغيل دي أونامونو الذي فصل من وظيفته في جامعة سلامنكا ونُقل إلى فويرتيفنتورا بسبب انتقادات وجهها للنظام الديكتاتوري. اشتد الصراع عندما أيد الكثير من المثقفين احتجاجات طلبة الجامعات، فردت عليهم الديكتاتورية بطرد ونفي الكثير منهم، بمن فيهم زعيم الحركة أنطونيو ماريا سبرت. وتزعم تلك الاحتجاجات الطلابية اتحاد الجامعات المدرسية (FUE) التي تأسست سنة 1929.
وشارك رامون ماريا ديل بايي إنكلان في خلق التحالف الجمهوري، وفيثينتي بلاسكو إيبانييث من المنفى واتباعه في فالنسيا مقابل أيضا، وكذلك رامون مننديث بيدال من موقعه. فلم يحظى النظام بشعبية في الجامعات واستحالة اعطاء الألقاب الرسمية للجامعات ذات الصبغة الدينية مما ينشر السخط على قطاعات الكنيسة. وقد اغلقت العديد من الصحف وكذلك اغلقت جامعتي مدريد وبرشلونة.

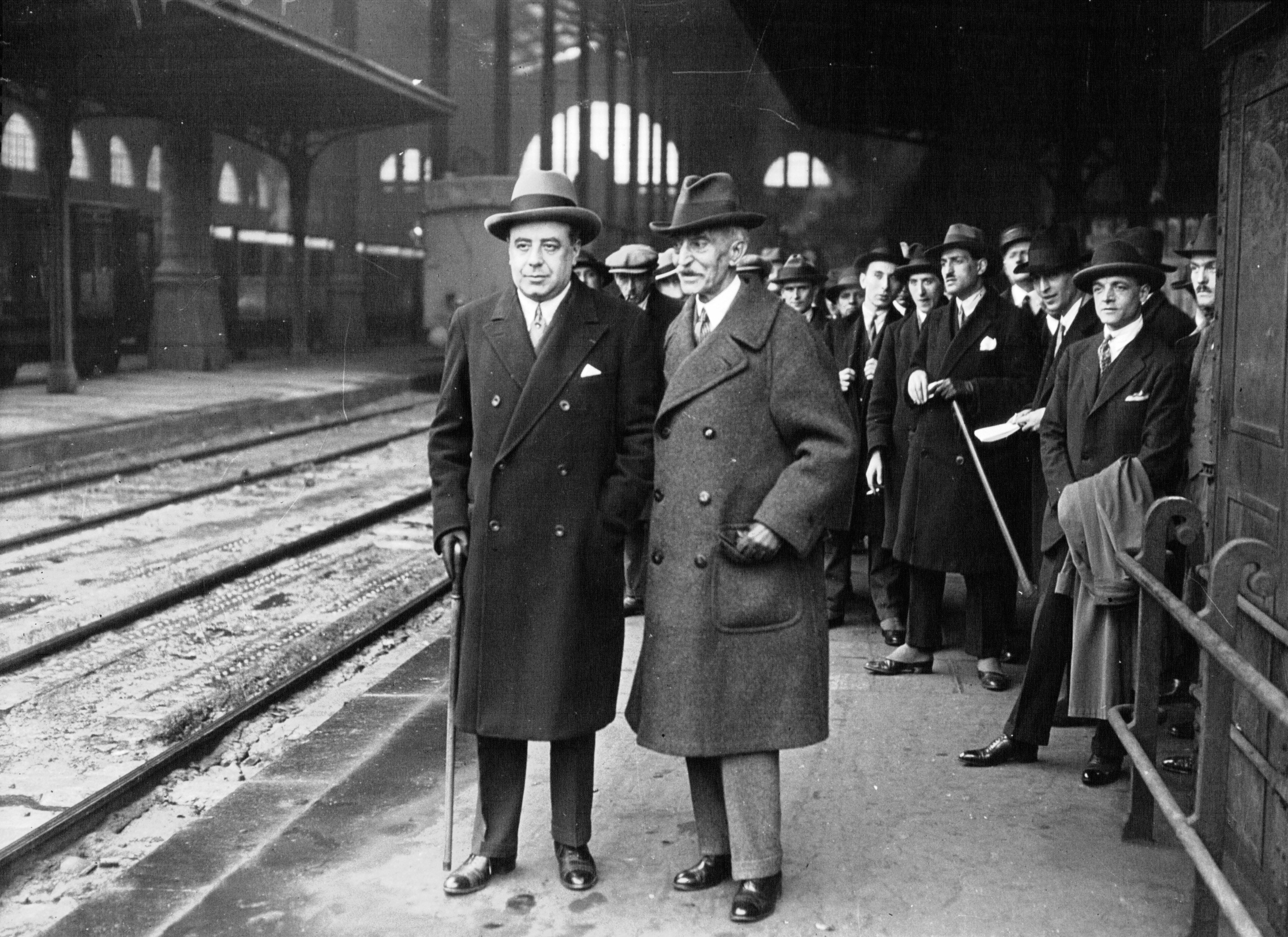
فرانسيسك ماسيا مع محاميه هنري توريس على وشك مغادرة باريس بعد المحاكمة بسبب مؤامرة برات ديمولو الفاشلة.

في الجيش نشأ الصراع مع سلاح المدفعية بسبب الخلاف الشديد على الترقيات بنظام المفتوح (أي ليس فقط تعزيز بالأقدمية ولكن على أساس الجدارة) التي اقترحها الدكتاتورية. كان رد بريمو دي ريفيرا أولاً تعليق ترقيات جميع ضباط السلاح في سبتمبر 1926، ثم لاحقا حل اكاديمية المدفعية. حاول ألفونسو الثالث عشر للتوسط في النزاع عن طريق اقتراح نوع من اتفاق شرف ولكن بريمو دي ريفيرا عارض بشدة الاتفاق وهدد بالاستقالة وتذكير الملك أن الجيش كان تحت قيادته. وقد أدى تفكيك سلاح المدفعية إلى تضامن القوات العسكرية الأخرى معها، على الرغم من أنهم دعموا في البداية النطاق المفتوح للترقيات. ومن ناحية أخرى، فسر رجال المدفعية القبول النهائي لتفكيك السلاح باعتباره تواطؤًا بين الملك وبريمو دي ريفيرا. منذ ذلك الحين اتخذ قطاعا هاما من الجيش فكرا جمهوريا. وعلاوة على ذلك ازدادت حدة الصراع وابتعاد الملك التدريجي عن بريمو دي ريفيرا.
كانت هناك محاولتان انقلابان للإطاحة بريمو دي ريفيرا من السلطة والعودة إلى النظام الدستوري. عرفت الأولى سانخواندا وكان مقررا لها يوم 24 يونيو 1926. وشارك في المؤامرة الجنرال الليبرالي فاليريانو وايلر وفرانسيسكو أغيليرا، ومن بين المتآمرون أعضاء بارزون من النظام القديم مثل ميلكياديس ألفاريز والكونت رومانونس. أما محاولة الانقلاب الثانية فكانت في يناير 1929 في فالنسيا وكان المروج الرئيسي لها هو السياسي المحافظ خوسيه سانشيز غيرا. وفي تلك المحاولة لعب رجال المدفعية دورا بارزا فيها.
وجرى ما بين المحاولتين الانقلابيتين ما سميت مؤامرة برات ديمولو، وهي محاولة غزو اسبانيا من كاتالونيا الفرنسية بزعامة فرانسيسك ماسيا وحزبه دولة كتالونيا، ومساهمة الجماعات الأناركية في الاتحاد الوطني للعمل (CNT). كانت محاولات الانقلابات بمثابة حداثة جعلت الديكتاتورية نفسها مشروعة - فكان مسموح اللجوء إلى القوة العسكرية (في الانقلابات القديمة) للإطاحة بالحكومة وتغيير النظام - وبهذا المعنى كانت الديكتاتورية بمثابة عودة إلى سياسات القرن التاسع عشر.
وفقا لريكاردو دي لا سييرفا فقد كان المفترض أن تنجح ديكتاتورية بريمو دي ريفيرا في التكوين المؤسساتي الاقتصادية، لكنها فشلت في محاولتها إغلاق المؤسسات السياسية الراسخة.

### تنامي المعارضة

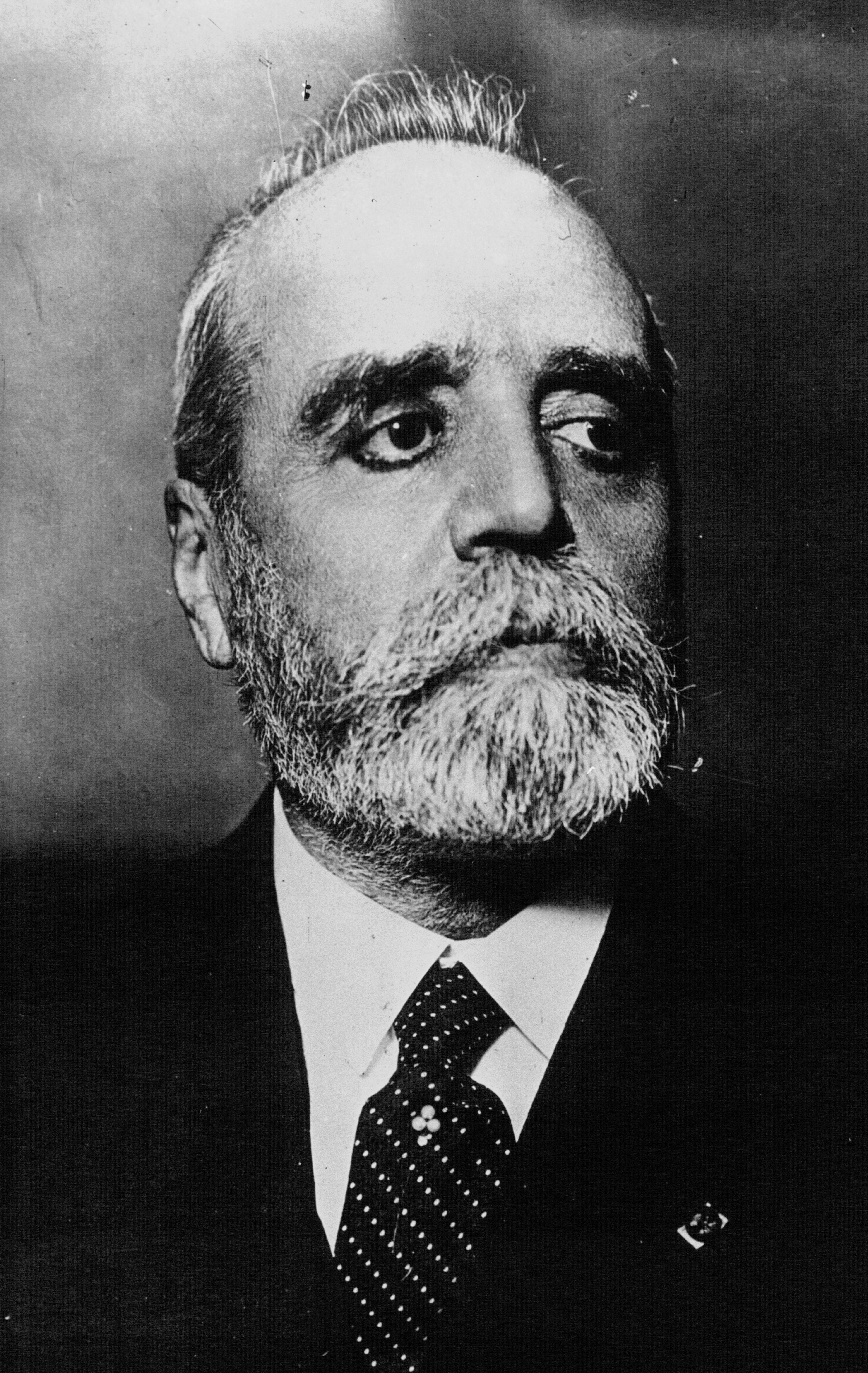
خوسيه سانشيز غيرا في 1932.

بينما بدأت الدكتاتورية تفقد الدعم نمت جماعات المعارضة. فظهر من حزبي نظام تداول السلطة القديم من واجه الدكتاتورية المحافظ خوسيه سانشيز غيرا الذي نفى نفسه من أسبانيا في سبتمبر 1927 عندما انعقدت الجمعية الاستشارية الوطنية. وشارك في وقت لاحق في محاولة انقلاب في يناير 1929. اختفى تقريبا حزبي نظام تداول السلطة القديم وهما حزب المحافظين والليبرالي نتيجة لطردهم من السلطة وسياسة اقتلاع الزعامات المحلية الكثير من قادتهم، واندمجت بعض تلك الزعامات في الاتحاد الوطني وغيرها. أما المحافظين أمثال سانشيز غيرا ومانويل دي بورغوس، أو الليبرالي سانتياغو ألبا فقد انضموا إلى الكتلة الدستورية التي أسسها الإصلاحي ميلكياديس ألفاريز التي طالبت بتنحي الملك والدعوة إلى برلمان (كورتيس) تأسيسي. وذهب آخرون إلى أبعد من ذلك حيث توجهوا نحو المعسكر الجمهوري مثل نيسيتا ألكالا زمورا وميغيل مورا اللذان أسسا اليمين الجمهوري الليبرالي.
من ناحية أخرى تعزز حضور الجمهوريين بعد ظهور حزب العمل الجمهوري الجديد. ومؤسسه مانويل أثانيا العضو السابق في حزب الإصلاح بزعامة ميلكياديس ألفاريز. حيث تم التوصل إلى هذا الاتحاد بين الجمهوريون الجدد والقدامى بتأسيس التحالف الجمهوري يوم 11 فبراير 1926، وهو يوم ذكرى الجمهورية الأولى. وكان الحزب الجمهوري الراديكالي بزعامة أليخاندرو ليروكس جزءًا من التحالف ومعه الحزب الجمهوري الديمقراطي الفيدرالي إلى جانب تشكيلة حزب العمل الجمهوري لأثانيا والحزب الجمهوري الكتالوني لمارسيلينو دومينغو ولويس كومبانيس.
ذكر المؤرخ لويس باريو:"كانت أهمية التحالف أنه مثل القدرة على تحقيق التجديد الجمهوري، كما ظهر بعد إعلان الجمهورية الإسبانية الثانية التي كانت حتى ذلك الحين لم تكن قادرة على تحقيقه: جذب المشروع السياسي للجمهورية قاعدة اجتماعية حضرية كبيرة نوعا ما والطبقة الوسطى والأقل منها وقطاعات واسعة من العمال. أما بالنسبة للحركة العمالية، فقد استعاد الاتحاد الوطني للعمل قوته، على الرغم من انقسامه بين المعتدلين بقيادة أنجيل بيستانيا والمجموعة الأكثر تطرفًا في الاتحاد الأيبيري اللاسلطوي. وكانت ظروف العمل الفظيعة والقمع على العمال القاسي فتخلى كلا من الاتحاد الوطني للعمل وحزب العمال الاشتراكي الإسباني بمساعدة أندلوسيا بريتو عن مشروع الديكتاتور.

### الانهيار الأخير
قدم بريمو دي ريفيرا إلى الملك في ديسمبر 1929 خطة انتقال السلطة عن طريق دعوة من مجلس انتقالي مكون من 250 عضوًا في مجلس الشيوخ و250 نائبًا، لكن ألفونسو الثالث عشر طلب منه وقتًا للرد. في الوقت نفسه تقريبا، كانت هناك مؤامرة عسكرية تجري للإطاحة بالدكتاتورية التي كان مركزها في الأندلس وتتطور وبدأت بالبروز إلى العلن.
في مواجهة الفقدان التدريجي للدعم الاجتماعي والسياسي ونمو القطاعات التي عارضت الديكتاتورية، بالإضافة إلى العامل شخصي (وهو مرض السكري الذي كان يزداد سوءًا)، حاول بريمو دي ريفيرا تعزيز موقفه أمام التاج فسعى للحصول على دعم مباشر من الجيش (الركن الآخر الذي استندت إليه سلطته). فأرسل إليهم خطابًا يطلب دعمهم للاستمرار، لكن رد القباطنة العام كان فاترًا جدًا، لذا قدم استقالته إلى الملك في يناير 1930، والتي تم قبولها في الحال. فعين الملك ألفونسو الثالث عشر الذي كان ملكًا بدون دستور لمدة ست سنوات الجنرال داماسو بيرينجوار [الذي كان آنذاك رئيسًا للحرس العسكري للملك] رئيسًا للحكومة بهدف العودة إلى الحياة الدستورية الطبيعية.
ووفقًا لجينوفيفا غارسيا كييبو دي يانو: فإن بريمو دي ريفيرا اختار الاستقالة، وهو إجراء لم يكن متوقعا لإعطاء مخرج لحالته الصحية السيئة، ورغبته بالتخلي عن ممارسة المسؤوليات. وبعد استقالته غادر أسبانيا وتوفي بعد ذلك بوقت قصير في فندق متواضع في باريس.